# Franklin Pangborn
Franklin Pangborn (* 23. Januar 1889 in Newark, New Jersey; † 20. Juli 1958 in Laguna Beach, Kalifornien) war ein US-amerikanischer Schauspieler, der über 200 Filmauftritte zwischen 1926 und 1958 hatte und vor allem komische Nebenrollen verkörperte. Er besitzt einen Stern auf dem Hollywood Walk of Fame.

## Leben und Karriere
Gegen den Willen seiner Eltern begann Franklin Pangborn in den 1900er-Jahren seine Schauspielkarriere. Im März 1911 war er mit dem Stück The Triumph of an Empress erstmals am Broadway zu sehen, wo er bis zum Jahre 1924 in einem halben Dutzend Stücken spielte. Er unterbrach seine Karriere kurzzeitig für einen Einsatz bei der US-Armee im Ersten Weltkrieg. Sein Filmdebüt absolvierte er 1926 im Stummfilm Exit Smiling, den Wechsel in den Tonfilm Ende der 1920er-Jahre gelang Pangborn im Gegensatz zu vielen Stummfilmkollegen ohne Probleme. In den Anfangsjahren seiner Filmlaufbahn übernahm er häufig Nebenrollen in Kurzfilm-Komödien, etwa für Mack Sennett, Hal Roach, Universal Pictures, Columbia Pictures und Pathé Exchange. Seinen wohl bekanntesten Kurzfilm-Auftritt hatte er 1933 in der Komödie Wild Poses von den Kleinen Strolchen, in welchem er als hysterischer Fotograf ebenso vergeblich wie verzweifelt ein Foto von Spanky McFarland schießen will. Er spielte auch in Langfilmen, übernahm dort aber bis Mitte der 1930er-Jahre hauptsächlich nur unbedeutende Nebenrollen.
Mitte der 1930er-Jahre wuchs Pangborns Erfolg und er erlangte Bekanntheit als Darsteller von zwar meistens kleinen, aber umso markanteren und oftmals komischen Rollen. Mit seiner hohen Stimme und einem eleganten, etwas wichtigtuerischen Auftreten spielte er vor allem überkorrekte, etwas nervöse oder zimperlich wirkende Nebenfiguren. Häufig war er als Angestellter, Modeverkäufer oder Hotelmanager zu sehen, wobei ein bevorzugtes Einsatzgebiet von Pangborn Screwball-Komödien wie Mein Leben in Luxus, Vivacious Lady, Sullivans Reisen und Atemlos nach Florida waren. Er spielte Nebenrollen in mehreren Komödien mit W. C. Fields, beispielsweise als unglücksseliger Bankprüfer J. Pinkerton Snoopington in Der Bankdetektiv (1940) sowie als inkompetenter Hollywood-Produzent in Gib einem Trottel keine Chance (1941). Außerdem gehörte er zur „Preston Sturges Company“, einer Gruppe von illustren Charakterdarstellern, welche in den 1940er-Jahren regelmäßig in den Filmen des Regisseurs Preston Sturges auftrat. Pangborn lebte offen homosexuell viele seiner Filmfiguren waren ebenfalls latent homosexuell angelegt, zu einer Zeit, als dies noch nicht offen in Filmen angesprochen werden konnte. Beispielsweise bittet seine Figur in der Komödie Mein Mann Godfrey (1936) schüchtern William Powell darum, ob er dessen Bart berühren dürfe. Obwohl ein großer Teil seiner Filme Komödien waren, spielte er gelegentlich auch in dramatischen Filmen wie dem Drama Reise aus der Vergangenheit mit Bette Davis und Paul Henreid.
In den 1950er-Jahren zog sich Pangborn zusehends aus dem Schauspielgeschäft zurück und hatte nur noch einige kleinere Film- und Fernsehauftritte, zuletzt in seinem Todesjahr in der Red Skelton Show. Insgesamt absolvierte er über 230 Film- und Fernsehauftritte. Er wohnte über viele Jahre gemeinsam mit seiner Mutter in einem Haus in Laguna Beach. Franklin Pangborn verstarb 1958 im Alter von 69 Jahren nach einer Krebsoperation. Er wurde auf dem Forest Lawn Memorial Park, Hollywood Hills, bestattet.
Für seinen Beitrag zur Filmindustrie erhielt er einen Stern auf dem Hollywood Walk of Fame. Die Autorin Siri Hustvedt schrieb 1998 über den Schauspieler das Essay Franklin Pangborn: An Apologia, in dem sie insbesondere auf dessen ständige Darstellung ineffektiver Vertreter von gesellschaftlichen Formalitäten und Etiketten eingang.

## Filmografie (Auswahl)
- 1926: Exit Smiling
- 1927: Das Wochenendliebchen (Night Bride)
- 1929: Die Lady von der Straße (Lady of the Pavements)
- 1930: Ein Mann für sie (Her Man)
- 1930: Not So Dumb
- 1932: The Loud Mouth
- 1932: The Half-Naked Truth
- 1933: Eine Frau vergisst nicht (Only Yesterday)
- 1933: International House
- 1933: Serenade zu dritt (Design for Living)
- 1933: Menu
- 1933: Die kleinen Strolche – Spanky beim Fotografen (Wild Poses)
- 1933: Carioca (Flying Down to Rio)
- 1934: Young and Beautiful
- 1934: Imitation of Life
- 1935: 1,000 Dollars a Minute
- 1935: Tomorrow's Youth
- 1936: Mein Mann Godfrey (My Man Godfrey)
- 1936: Mr. Deeds geht in die Stadt (Mr. Deeds Goes to Town)
- 1937: Ein Stern geht auf (A Star Is Born)
- 1937: Mein Leben in Luxus (Easy Living)
- 1937: Swing High, Swing Low
- 1937: Bühneneingang (Stage Door)
- 1938: Blaubarts achte Frau (Bluebeard's Eight Wife)
- 1938: Vivacious Lady
- 1938: Liebe zu viert (Four's a Crowd)
- 1938: Joy of Living
- 1938: Sorgenfrei durch Dr. Flagg – Carefree (Carefree)
- 1938: Just Around the Corner
- 1938: Shirley auf Welle 303 (Rebecca of Sunnybrook Farm)
- 1938: Topper geht auf Reisen (Topper Takes a Trip)
- 1939: 5th Ave Girl
- 1939: Irrwege der Liebe (Broadway Serenade)
- 1940: Hit Parade of 1941
- 1940: Die Dame ist der Gatte (Turnabout)
- 1940: Weihnachten im Juli (Christmas in July)
- 1940: Der Bankdetektiv (The Bank Dick)
- 1940: Spring Parade
- 1941: Die Abenteurerin (The Flame of New Orleans)
- 1941: Gib einem Trottel keine Chance (Never Give a Sucker an Even Break)
- 1941: Sullivans Reisen (Sullivan's Travels)
- 1942: Unser trautes Heim
- 1942: Reise aus der Vergangenheit (Now, Voyager)
- 1942: Atemlos nach Florida (The Palm Beach Story)
- 1942: Obliging Young Lady
- 1942: George Washington Slept Here
- 1943: Reveille with Beverly
- 1943: Stage Door Canteen
- 1943: Holy Matrimony
- 1944: Heil dem siegreichen Helden (Hail the Conquering Hero)
- 1944: The Great Moment
- 1945: Der Engel mit der Trompete (The Horn Blows at Midnight)
- 1947: Verrückter Mittwoch (The Sin of Harold Diddlebock)
- 1948: Zaubernächte in Rio (Romance on the High Seas)
- 1949: Mein Traum bist Du (My Dream Is Yours)
- 1949: Ihre wunderbare Lüge (Addio Mimi!)
- 1950: The Hank McCune Show (Fernsehserie)
- 1957: The Story of Mankind